# You'll Always Find Your Way Back Home
«You'll Always Find Your Way Back Home» es una canción country pop escrita para la película de 2009 Hannah Montana: la película. La pista es interpretada por la cantante, compositora y actriz Miley Cyrus presentándose como Hannah Montana —el alter ego de Miley Stewart—, personaje que interpreta en la serie de Disney Channel Hannah Montana. Una versión karaoke de la canción fue incluida en el álbum Disney's Karaoke Series: Hannah Montana The Movie. Se compuso a manera de canción country pop y pop rock, en la cual se habla de permanecer conectado a tierra y volver a las raíces.
La canción obtuvo, en general, reseñas positivas por parte de los críticos de música contemporánea, y un buen promedio de resultados comerciales para Cyrus en Canadá y Estados Unidos, en comparación a sus esfuerzos previos interpretando a Hannah Montana. Alcanzó su puesto más alto internacionalmente al llegar al número setenta y seis
en el Canadian Hot 100 siendo este el segundo puesto más alto alcanzado en dicho país por Cyrus al interpretar a Montana. El vídeo musical de la canción, es un extracto de Hannah Montana: la película y fue lanzado durante la misma fecha que la película.

## Antecedentes

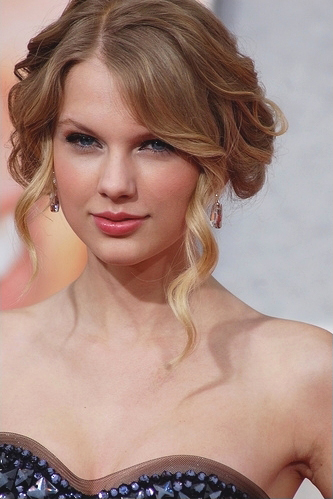
Taylor Swift, quien participó en la composición de la canción.

La cantante y compositora Taylor Swift se involucró con Hannah Montana: la película cuando los cineastas le enviaron un correo electrónico solicitándole el uso de su música en la película. Swift posteriormente realizó un acuerdo para hacer un cameo en la película al cantar «Crazier», así como para coescribir una canción con el vocalista principal de Boys Like Girls, Martin Johnson. En una entrevista con MTV, Johnson describe el trabajo con Swift:

Es increíble. Es una de las cantautoras con mayor talento para trabajar con, sino la mejor. Para [ser] tan joven, es muy creativa y da en el clavo. Conoce al público, entiende verdaderamente el tipo de música pop que [sale] del corazón y está hecho de manera deliciosa. Conoce formas de hacer las cosas [al estilo] pop y también hacer que lo sientas al mismo tiempo. Compusimos un puñado de canciones juntos y fue muy divertido.

«You'll Always Find Your Way Back Home» se utiliza como número de cierre de Hannah Montana: la película. En la película, Cyrus se presenta como la estrella del pop Hannah Montana, en un escenario al aire libre. Se utilizaron más de 2 000 extras para filmar la escena, que posteriormente se convirtió en el vídeo promocional de la canción.

## Composición
«You'll Always Find Your Way Back Home» según Allmusic, encarna el tema del álbum que fusiona la música country y el pop. Está compuesta en un compás de cuatro cuartos y posee un tempo rápido de 160 pulsaciones por minuto. El tema está en la tonalidad de mi♭ mayor. El registro vocal de Cyrus abarca dos octavas, desde la3 a do5 y su progresión armónica es de mi♭5-re5-mi♭5. Al igual que la película, la letra de la canción discute la importancia de no olvidar las raíces.

## Recepción mediática

### Crítica
La canción recibió críticas generalmente positivas. Simon Weaving de Screenwize.com dijo que «la mayoría de las canciones poseen una letra simple, una serie de éxitos pop "azucarados" que encuentran perfectamente su camino en la historia, incluyendo a "The Best of Both Worlds" y "You'll Always Find Your Way Back Home"». James Plath de Dvdtown.com describió la canción como «muy bien integrada en la narrativa del film». Peter Canavese de Grouncho Reviews dijo que «la historia, deja paso a [...] "You'll Always Find Your Way Back Home"», la cual atrae al público objetivo de la película, «[las] niñas pre-adolescentes». Warren Truitt de About.com argumentó creer que la canción «transmite el sentimiento de que incluso las estrellas del pop encuentran refugio en su ciudad natal», posteriormente la nombró la tercera mejor canción de Hannah Montana. La canción se incluyó en la lista de nominados en la categoría de mejor canción original en la 82.ª edición de los premios Óscar.

### Comercial
La canción debutó en la lista Billboard Hot 100 en el puesto número ochenta y siete durante la semana que terminó el 11 de abril de 2009. «You'll Always Find Your Way Back Home» cayó un puesto, llegando al número ochenta y ocho la semana siguiente, pero en la semana que terminó el 2 de mayo de 2009 alcanzó su puesto más alto en el Hot 100 llegando al número ochenta y uno, debido a su alto índice de descargas digitales logró posicionarse en el puesto número cincuenta y dos del Hot Digital Songs. En el Canadian Hot 100, «You'll Always Find Your Way Back Home», debutó en el puesto número ochenta y ocho en la semana que terminó el 11 de abril de 2009 y alcanzó el número setenta y seis en la semana que terminó el 2 de mayo de 2009.

## Vídeo musical

### Primer vídeo
El primer vídeo musical para «You'll Always Find Your Way Back Home» fue filmado como la promoción de la banda sonora de la película Hannah Montana: Tha Movie. Fue lanzado en marzo de 2009 en Disney.com y muestra a Cyrus cantando en un estudio de grabación, el clip formó parte de una serie promocional titulada The Miley Sessions.

### Segundo vídeo
Un extracto del film se estrenó como el vídeo musical de la canción en agosto de 2009 a través de Disney Channel para promocionar el estreno de la película en la televisión.
El vídeo comienza con Hannah Montana y sus bailarines sobre un escenario. A continuación, se procede a mostrar clips de Hannah Montana: la película en el que el personaje de Cyrus está bajando de un avión privado. El video continúa alternando entre la presentación de Cyrus y los clips de la película, las escenas incluyen a Stewart (Cyrus) quitándose la peluca de Hannah Montana y sus interacciones con Travis, su interés amoroso en la película, interpretado por el actor Lucas Till. A mitad de la presentación, Montana y sus bailarines salen del escenario por una puerta trasera e inmediatamente entran vestidos con ropa deportiva. Al finalizar el video Montana se aleja del escenario.

## Posición en las listas
| País           | Lista                     | Mejor posición |      |      |      |      |      |
| 2009           | 2009                      | 2009           | 2009 | 2009 | 2009 | 2009 | 2009 |
| -------------- | ------------------------- | -------------- | ---- | ---- | ---- | ---- | ---- |
| Canadá         | Canadian Hot 100          | 76             |      |      |      |      |      |
| Estados Unidos | Billboard Hot 100         | 81             |      |      |      |      |      |
| Estados Unidos | Hot Digital Songs         | 52             |      |      |      |      |      |
| 2011           |                           |                |      |      |      |      |      |
| Portugal       | Top 100 Soundtracks Songs | 2              |      |      |      |      |      |

## Certificaciones
| País (Organismo certificador) | Certificaciones | Ventas certificadas | Ref.   |
| ----------------------------- | --------------- | ------------------- | ------ |
| Estados Unidos (RIAA)         | Oro             | 500 000             | [ 17 ] |